# Sebastián Henao
Sebastián Henao (n. Rionegro, 5 de agosto de 1993) é um ciclista profissional colombiano que actualmente corre para a Team INEOS. É primo do ciclista Sergio Luis Henao, com quem compartilhou equipa entre 2014 e 2018.

## Biografia
Estreou como profissional no 2012 com a equipa Gobernación de Antioquia-Indeportes Antioquia, depois de que este descesse de categoria passo a fazer parte da Colombia Coldeportes para a temporada de 2013, nesse ano como resultados destacados se encontram a classificação dos jovens que se levou na Volta à Colômbia. Para o ano 2014 já no ciclismo de primeira categoria com a Team Sky fez a sua estreia no Giro d'Italia, em onde terminou em dois top ten de etapa, na etapa de alta montanha terminada em Val Martello e na crono escalada à Cume Grappa, e também foi o melhor da equipa na geral e ocupou o quinto posto na classificação dos jovens.

## Resultados nas Grandes Voltas e Campeonatos do Mundo
Durante a sua carreira desportiva tem conseguido os seguintes postos nas Grandes Voltas e nos Campeonatos do Mundo:
| Carreira           | 2012 | 2013 | 2014 | 2015 | 2016 | 2017 | 2018 | 2019 |
| ------------------ | ---- | ---- | ---- | ---- | ---- | ---- | ---- | ---- |
| Giro d'Italia      | -    | -    | 22º  | 41º  | 17º  | 33º  | -    |      |
| Tour de France     | -    | -    | -    | -    | -    | -    | -    | -    |
| Volta a Espanha    | -    | -    | -    | -    | -    | -    | -    | -    |
| Mundial em Estrada | -    | -    | -    | -    | -    | Ab.  | Ab.  | -    |

## Equipas
- Gobernación de Antioquia-Indeportes Antioquia (2012)
- Colombia Coldeportes (2013)
- Sky/INEOS (2014-)
  - Team Sky (2014-04.2019)
  - Team INEOS (05.2019-)